# Calanana rubralineata
Calanana rubralineata är en insektsart som beskrevs av Beamer 1939. Calanana rubralineata ingår i släktet Calanana och familjen dvärgstritar. Inga underarter finns listade i Catalogue of Life.